# 9 Singles Pack
9 Singles Pack ist ein limitiertes Boxset von Michael Jackson, das im Dezember 1983 in Großbritannien erschien. Das Album erhält alle vier Singles von Jacksons Album Off the Wall und die fünf in Großbritannien erfolgreichsten Singles der insgesamt sieben Singles des Albums Thriller. Alle Singles sind auf einer roten LP gepresst und sind mit der originalen B-Seite enthalten.

## Titelliste
Disc 1
1. Don’t Stop ’Til You Get Enough
2. I Can’t Help It

Disc 2
1. Off the Wall
2. Working Day and Night

Disc 3
1. Rock with You
2. Get on the Floor

Disc 4
1. She’s Out of My Life
2. Push Away (The Jacksons)

Disc 5
1. The Girl is Mine
2. Can’t Get Outta the Rain

Disc 6
1. Billie Jean
2. It’s the Falling in Love

Disc 7
1. Beat It
2. Burn this Disco Out

Disc 8
1. Wanna Be Startin’ Somethin’
2. Rock with You (live)

Disc 9
1. Thriller
2. Things I Do For You (The Jacksons) (live)

## Charts und Chartplatzierungen
| ChartsChartplatzierungen     | Höchstplatzierung | Wochen |
| ---------------------------- | ----------------- | ------ |
| Vereinigtes Königreich (OCC) | 66 (3 Wo.)        | 3      |